# 魚釣島

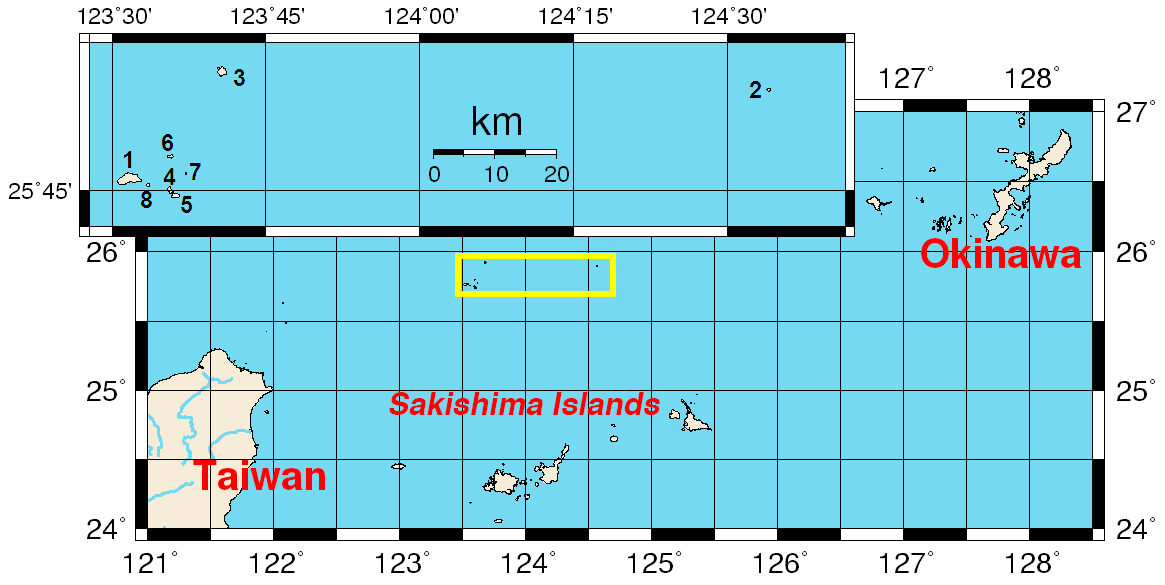
尖閣諸島の位置図（左上は拡大図）
1.魚釣島 2.大正島 3.久場島 4.北小島 5.南小島 6.沖の北岩 7.沖の南岩 8.飛瀬

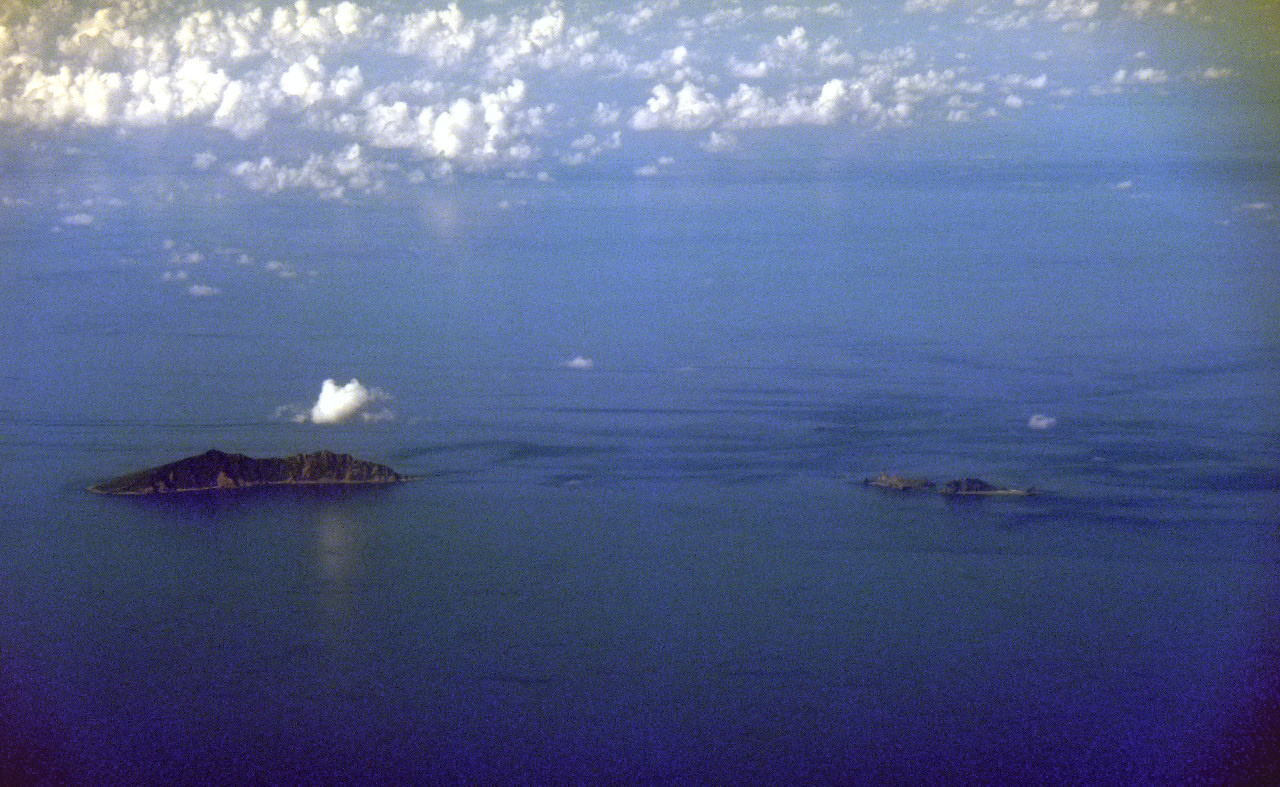
左から魚釣島、北小島、南小島

魚釣島（うおつりしま、うおつりじま）は、琉球列島の一部である尖閣諸島にあり、尖閣諸島の中では最大の島である。日本の行政区分では沖縄県石垣市登野城尖閣（2020年10月1日に登野城より分離）に属する。中華人民共和国と中華民国も同島の領有権を主張している。中国側は同島について釣魚島（ちょうぎょとう、ディァオユーダオ, Diàoyúdǎo) という名称を使用している。

## 概要
尖閣諸島の西端、北緯25度44.8分、東経123度28.8分に位置する無人島。沖縄本島から約410キロメートル、石垣島から北西約170キロメートル、台湾島から約170キロメートル、中国大陸からは約330キロメートル離れている。
1895年から日本が領有し、明治時代に古賀辰四郎が開拓して島の西岸に鰹節工場が作られ、船着き場も作られた。船着き場は空中写真でも確認でき、魚釣島灯台の建設や保守にも使われた。最盛期は248名、99戸が生活する古賀村が形成されていたが、1940年に事業中止に伴って無人島となった。
1970年代から埼玉県さいたま市在住の日本人が私有し、日本国政府は2002年から年2112万円で賃借していたが、2012年9月11日に北小島、南小島とともに3島を20億5千万円で購入し、日本国へ所有権移転登記を完了した。
上陸は許可を要する。島への定期船は無く、上陸や見学には漁船をチャーターする必要がある。
日本の行政区分では沖縄県石垣市字登野城尖閣2392番地にあたる。1895年から日本が領有し実効支配しているが、1970年頃から中華民国と中華人民共和国も同島の領有権を主張している。中国側は同島について釣魚島（ちょうぎょとう、ディァオユーダオ, Diàoyúdǎo) という名称を使用している。

## 島名
日本名の「魚釣島」について日本政府は地元で呼ばれている名称を地方公共団体が調査し使用しているとしている。
「1885年、日本の公図を作る際、沖縄県職員石澤兵吾は、琉球国元官僚の大城永保から聴き取りを行ったが、大城は魚釣島に関し『釣魚島』と示しました。（趣意）」（島嶼研究ジャーナル第5巻第2号91ページ）
琉球ではゆくん（よこん）といった。石垣島出身の国語学・民俗学者の宮良当壮は、「よこん」の「よ」（ゆ）は「いを」（魚の古語）の琉球方言、「こん」（くん）は「くに」（國）の琉球方言であり、「よこん」は「魚國」（いをくに）、つまり魚が多いところという意味であるとする。漁民からは方言でイーグンジマと呼ばれてきた。イーグン（イグン）とは与那国方言で銛のことで、島の地形が銛のように聳えることに因む。なお、鳩間島方言では銛のことをユクンという。
『向姓具志川家家譜 十二世諱鴻基』には、1819年に公務で薩摩に向かった琉球王族尚鴻基の船が、暴風雨で南西に漂流し「魚根久場島」に到達し、さらに漂流して3日後に与那国島に到達したとの記録がある。
國吉まこもは「魚根久場島」は尖閣の琉球名ユクンクバジマであるとし、長崎純心大学の石井望は尖閣諸島の魚釣島か久場島を指すと指摘している。
魚釣島という名は、久場島とこの島との関係が、『おもろさうし』において「こはしま」（くば島）と歌われた久高島と「つれしま」（つれ島、つりしま）と歌われた津堅島の関係に相似することに由来する。
ただし、『おもろさうし』の「こはしま」は、前後の歌との関係等から見て慶良間諸島の久場島のことであるともされる。
沖縄本島と中国福州の航路上にあり、琉球王府時代には航海の標識として重要であったため、冊封使によって航行中にこの島を見たことが記録されており、陳侃の『使琉球録』では「釣魚嶼」と、徐葆光の『中山伝信録』では「釣魚台」とされている。

## 地理
面積は3.641983平方キロメートル（石垣市土地台帳の数値）で、これはモナコ公国の国土面積（1.95平方キロメートル）の約2倍、富山県舟橋村の面積（3.47平方キロメートル）とほぼ同面積に相当し、尖閣諸島の中では最大の島である。最高標高362メートル。
東西3.5キロメートル、南北1.3キロメートル。島の北側は比較的緩やかだが南側は急峻な崖となっている。島内には最高峰の奈良原岳（標高 362メートル）や屏風岳（標高 320メートル）といった山がある。

## 自然
センカクモグラ、ウオツリナガキマワリ、センカクサワガニ、タカラノミギセル、センカクアオイ、センカクオトギリ、センカクツツジ等の固有種が生息する。1919年に水路部が発行した『日本水路誌 第6巻』によれば、8-9尺（約2.4-2.7m）のヘビが少なからず生息していたという。
1978年に、右翼団体日本青年社が上陸を図った際に、与那国島の島民から1つがいのヤギ（パサン）が緊急時の食料として贈られて島に持ち込まれた。このヤギはのちに野生化して繁殖し、1991年に南斜面だけで300頭が確認された。2000年に13.59%であった島の裸地は、ヤギによる食害で2006年は3割を超えて、固有種をはじめとする生態系への影響が懸念されている。2024年には500頭いるともいわれている。植物の減少とともに保水力も失われ、8本あった川が2024年には2本に減少していたという。石垣市議会はヤギ捕獲の要請を決議して日本政府に要請しているが、対策は行われていない。

## 歴史

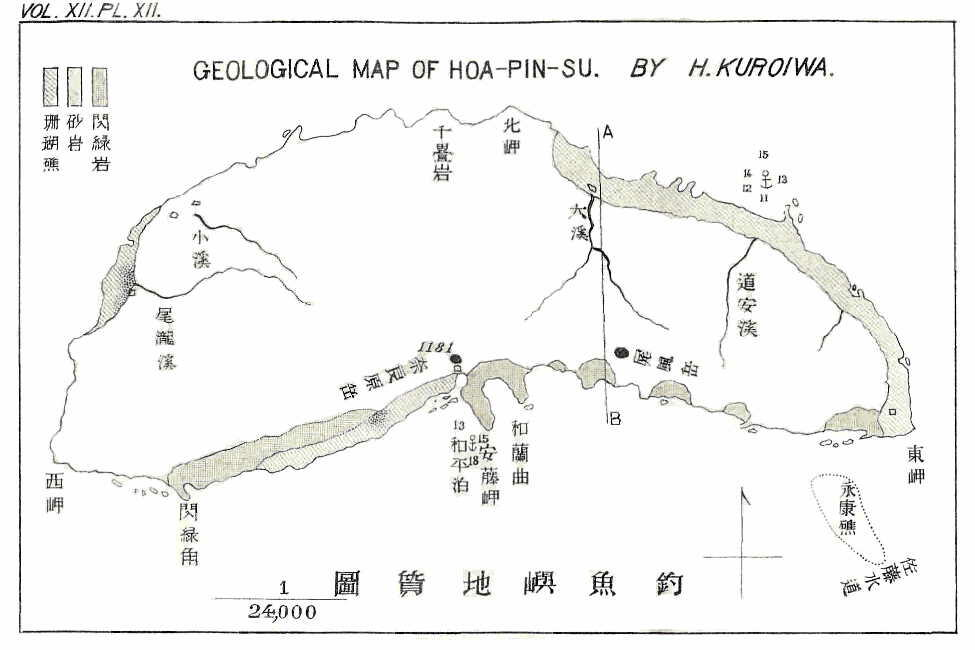
ホアピンスの地質図（魚釣島)。1900年のH.KUROIWAによる夜明け（明治33年）

- 1895年1月14日 - 日本領に編入される。
- 1896年 - 古賀辰四郎が政府から魚釣島、久場島、北小島、南小島の30年間無償貸与を受け、無償貸与期間終了後も有償で貸与が続けられた。
- 1919年 - 遭難し魚釣島に漂着した中国漁船の乗員を島民が救助し、中華民国駐長崎領事から石垣村長らに「日本帝國沖縄縣八重山郡石垣村長」等と記された感謝状が贈られる[32]。
- 1932年5月20日 - 魚釣島、久場島が辰四郎の子の古賀善次に有償で払い下げられ、同年、北小島、南小島も有償で払い下げられる。
- 1940年2月5日 - 那覇発台北行きの大日本航空機阿蘇号（ダグラス DC-2）が魚釣島沖合に不時着水（大日本航空阿蘇号不時着事故）。機体は胴体が真っ二つになったが、乗員・乗客13人は魚釣島に上陸して無事[33]。
- 1945年7月 - 石垣島から台湾への疎開船が米軍機の爆撃を受けて遭難し、魚釣島に漂着する尖閣諸島戦時遭難事件が発生し、約80名が死亡[34]する。
- 1946年2月2日 - 北緯30度以南がアメリカ軍の軍政下に置かれる。
- 1952年4月28日 - サンフランシスコ講和条約の発効により、琉球政府の施政下に入る。
- 1969年 - 疎開船遭難の慰霊碑建立[34]。
- 1970年7月 - 琉球政府が尖閣諸島の魚釣島、久場島、大正島、北小島、南小島に入域防止のための警告板を設置[35]する。
- 1972年5月15日 - 沖縄が日本国へ返還される。
- 1978年
  - 3月30日 - 第1次大平内閣の森山欽司運輸相がヘリポートの建設を指示[36]する。
  - 8月12日 - 日本の右翼団体日本青年社が灯台を建設する。
- 1979年5月17日 - 海上保安庁が仮設ヘリポートを設置するが、後に撤去となる。
- 1988年 - 日本青年社が灯台建設10周年を記念して灯台を新調し、航路標識法に基づく灯台としての認可を申請する。
- 1996年 - 日本青年社が北小島に第二灯台を建設し、日本政府に海図への記載を求める。
- 1997年5月6日 - 新進党の衆議院議員西村眞悟が国会議員として初めて上陸[37]する。
- 2000年4月20日 - 尖閣神社を創建する。
- 2004年3月24日 - 中国人活動家が無許可で上陸[38]する。
- 2005年2月 - 日本青年社が灯台を日本国に無償譲渡し、以後海上保安庁が魚釣島灯台として管理し、海図に記載される。
- 2012年
  - 1月3日 - 日本会議・石垣市市会議員4人が国の許可を得ず約1時間30分間上陸[16]。
  - 7月28日 - 清華大学当代国際関係研究院劉江永副院長執筆する 「釣魚島問題で歴史的根拠がないのは一体どの国か」[39]人民網日本語版にて発表
  - 8月15日 - 香港の活動家グループ5名が許可を得ずに上陸する香港活動家尖閣諸島上陸事件が発生する。
  - 8月19日 - 日本の領土を守るため行動する議員連盟の8人の国会議員と地方議員、頑張れ日本!全国行動委員会の活動家ら約150人が魚釣島至近の洋上で尖閣諸島戦時遭難事件の慰霊祭を実施する。この際、都・県・区・石垣市以外の市議など5人と民間人5人計10人が海に飛び込み国の許可を得ず上陸し、国旗を掲げるなどし約1時間30分滞在する日本人活動家尖閣諸島上陸事件[40]が発生する。
  - 9月2日 - 東京都による尖閣諸島周辺海域及び海岸線の調査[41]。
  - 9月11日 - 日本政府は魚釣島、北小島と南小島の3島を埼玉県に所在する地権者から20億5千万円で購入し、日本国への所有権移転登記を完了した[15]。
  - 9月18日 - 日本人2人が、国有化後初上陸する。
- 2022年1月石垣市から石垣市周辺海域調査等を委託された東海大学の調査隊が周囲を調査、妨害目的とみられる中国海警局の船4隻が来たが海上保安庁の船８隻で護衛、海水成分分析から土壌崩壊を確認[42]。
- 2023年1月石垣市に委託された調査隊の第二回調査。やはり妨害に来たとみられる中国海警局の船4隻が一時日本側領海内にも侵入したが海上保安庁の船20隻ほどに護衛され、南側斜面を中心にドローン撮影、東側斜面の崩落が激しいことや山肌の露出等の保水力の喪失が確認される[43]。
- 2024年
  - 4月 - 石垣市委託の第三回調査、北側斜面をドローン撮影。この調査船には元防衛大臣の稲田朋美を含めた5人の国会議員も同乗し、尖閣周辺海域を視察した[44]。なお、これらの調査費用は石垣市の「尖閣諸島の資料収集と情報発信」名目のふるさと納税で賄われている。2024年の返礼品は尖閣諸島周辺に生息する現地でアカマチと呼ばれる高級魚のハマダイ[45]。
  - 8月16日 - 男性が魚釣島に上陸している姿を巡視船が発見。ヘリコプターでつり上げられ救助された。男性はメキシコ人で、カヌーで与那国島から台湾に向かっていたと説明した。同月19日、石垣海上保安部は、男性を出入国管理法違反容疑で書類送検した[46]。